# Bossekota Likaala
 (septembre 2017).
Si vous disposez d'ouvrages ou d'articles de référence ou si vous connaissez des sites web de qualité traitant du thème abordé ici, merci de compléter l'article en donnant les références utiles à sa vérifiabilité et en les liant à la section « Notes et références ».
Bossekota Likaala Ntange'Angonda (14 septembre 1947 - 7 avril 1985) est une personnalité politique et un homme d'affaires zaïrois.
Son père Efole, patriarche de la lignée Bossekota (Bossekota wa Lokilo, Bosekota W'Atshia, Iboa-Bosekota…), était un grand pasteur à Coquilhatville (désormais Mbandaka). Bossekota Likaala fait ses études secondaires (section littéraire) au Collège Albert puis à l'Athénée de Kinshasa. Ensuite, il complète ses études supérieures en obtenant un graduat de l'Institut supérieur pédagogique de Mbandaka en 1972.
Son parcours professionnel commence en tant qu'inspecteur à la Banque du Zaïre (1973-1975) puis il devient chef de service à la City Bank/Zaïre (1975-1977). Installé à son compte, il dirige COMAFRICA en tant que président-directeur général. Il est aussi membre du comité de l'équipe de football C.S. Imana et vice-président du Club World Trade Center Association Zaire (WTCZ).
En 1982, il remporte l'élection législative dans la ville de Mbandaka comme Commissaire du Peuple avec 13 813 voix ; ce scrutin était réservé aux membres du Mouvement populaire de la Révolution, seul parti autorisé. Il s'intéresse aux problèmes de l'environnement (membre du groupe parlementaire ; membre de la commission économique et financière ; membre de la sous-commission de l'environnement, conservation de la nature et tourisme).